# Silicur de calci
El silicur de calci, més correctament disilicur de calci, és un compost intersticial de color gris d'aspecte cristal·lí, constituït per àtoms de calci i de silici en una proporció 1:2, amb fórmula {\displaystyle {\ce {CaSi_2}}}.

## Preparació
El silicur de calci fou obtingut per primera vegada pel químic alemany Friedrich Wöhler (1800-1882) escalfant una mescla de clorur de calci, sodi metàl·lic i fluorosilicat de sodi. Actualment s'obté escalfant en forns elèctrics, o d'insuflació d'aire, diferents mescles de reactius: una barreja d'òxid de calci o carbonat de calci amb diòxid de silici i carbó:
{\displaystyle {\ce {CaO_{(g)}~+~2SiO_{2(s)}~+~5C_{(s)}~->~CaSi_{2(g)}~+~5CO_{(g)}}}}
òxid de calci i silici; clorur de calci i silici; òxid de calci i silici amb adició de fluorur de calci o de clorur de calci; per reacció directa del calci metàl·lic i el silici en atmosfera inert,
{\displaystyle {\ce {Ca_{(g)}~+~2Si_{(s)}~->~CaSi_{2(g)}}}}
i, finalment, escalfant una mescla d'hidrur de calci i silici a una temperatura entre 1000 i 1010 °C en atmosfera d'hidrogen:
{\displaystyle {\ce {CaH2 + 2Si -> CaSi2 + H2}}}

## Propietats
El silicur de calci no es veu afectat per l'hidrogen malgrat se l'escalfi, però és atacat fàcilment pels halògens. És lentament atacat per l'aigua donant hidròxid de calci, diòxid de silici i l'hidrogen. Amb àcid fluorhídric es torna incandescent. Quan s'exposa a l'aire s'oxida lentament, diòxid de silici i òxid de calci. L'àcid clorhídric concentrat reacciona amb ell donant una silicona de fórmula {\textstyle {\ce {Si_3H_3O_2}}}, però amb l'àcid diluït, s'obté silicur d'hidrogen, mentre que amb els àlcalis produeix hidrogen pur.

## Usos
Durant la II Guerra Mundial es desenvoluparen sistemes per autoescalfar les racions de menjar que portaven els soldats que consistien en una mescla 1:1 de tetraòxid de triferro i siliciur de calci, que, en iniciar-se, produeix un escalfament suau sense despreniment de gasos.
Actualment el siliciur de calci té moltes aplicacions: s'empra en la manufactura d'alguns aliatges, com per exemple per eliminar el fòsfor i com a desoxidant; i en pirotècnia s'empra com a combustible de determinades mescles, com ara en la producció de fum, de flaixos, i de taps de percussió.